# Разрушение среды обитания
Разрушение среды обитания, или деградация окружающей среды, или деградация природы — процесс, в ходе которого естественная среда обитания становится непригодной для существования местных видов живых организмов. При этом организмы, населявшие этот участок, перемещаются в другие места или вымирают, что уменьшает биоразнообразие. Разрушение среды обитания видов происходит главным образом в результате деятельности человека — добычи природных ресурсов, роста населённых пунктов и сельского хозяйства. Другие важные факторы включают лесозаготовку, промышленную рыбную ловлю и интродукцию инвазивных видов. Разрушение среды обитания может быть вызвано и естественными причинами, например, геологическими процессами и изменениями климата. Разрушение среды обитания может сопровождаться её фрагментацией.
Разрушение среды обитания считается основной причиной исчезновения видов в мире в настоящее время.
Термин «потеря среды обитания» также используется в более широком смысле, включая разрушение окружающей среды от других факторов, таких как загрязнение воды и шум.

## Воздействие на организмы
Проще говоря, когда среда обитания разрушена, растения, животные и другие организмы, которые занимали среду обитания, имеют пониженную пропускную способность, так что популяции сокращаются, и вымирание становится более вероятным. Возможно, самой большой угрозой для организмов и биоразнообразия является процесс утраты мест обитания. Темпл (1986) обнаружил, что 82 % исчезающих видов птиц находятся под серьезной угрозой потери среды обитания. Большинству видов амфибий также угрожает утрата мест обитания, а некоторые виды в настоящее время размножаются только в изменённой среде обитания. Эндемические организмы с ограниченным ареалом больше всего страдают от разрушения среды обитания, главным образом потому, что эти организмы не встречаются больше нигде в мире, и, следовательно, имеют меньше шансов на восстановление. Многие эндемические организмы предъявляют особые требования к выживанию, которые можно найти только в определённой экосистеме, что приводит к их исчезновению. Разрушение среды обитания может также уменьшить диапазон определённых популяций организма. Это может привести к сокращению генетического разнообразия и, возможно, к образованию бесплодных молодых особей, поскольку у этих организмов будет более высокая вероятность спаривания со связанными организмами в пределах своей популяции или различными видами. Один из самых известных примеров — воздействие на большую панду в Китае. В настоящее время она встречается только в определённых и изолированных регионах на юго-западе страны в результате повсеместной вырубки лесов в 20-м веке.

## География

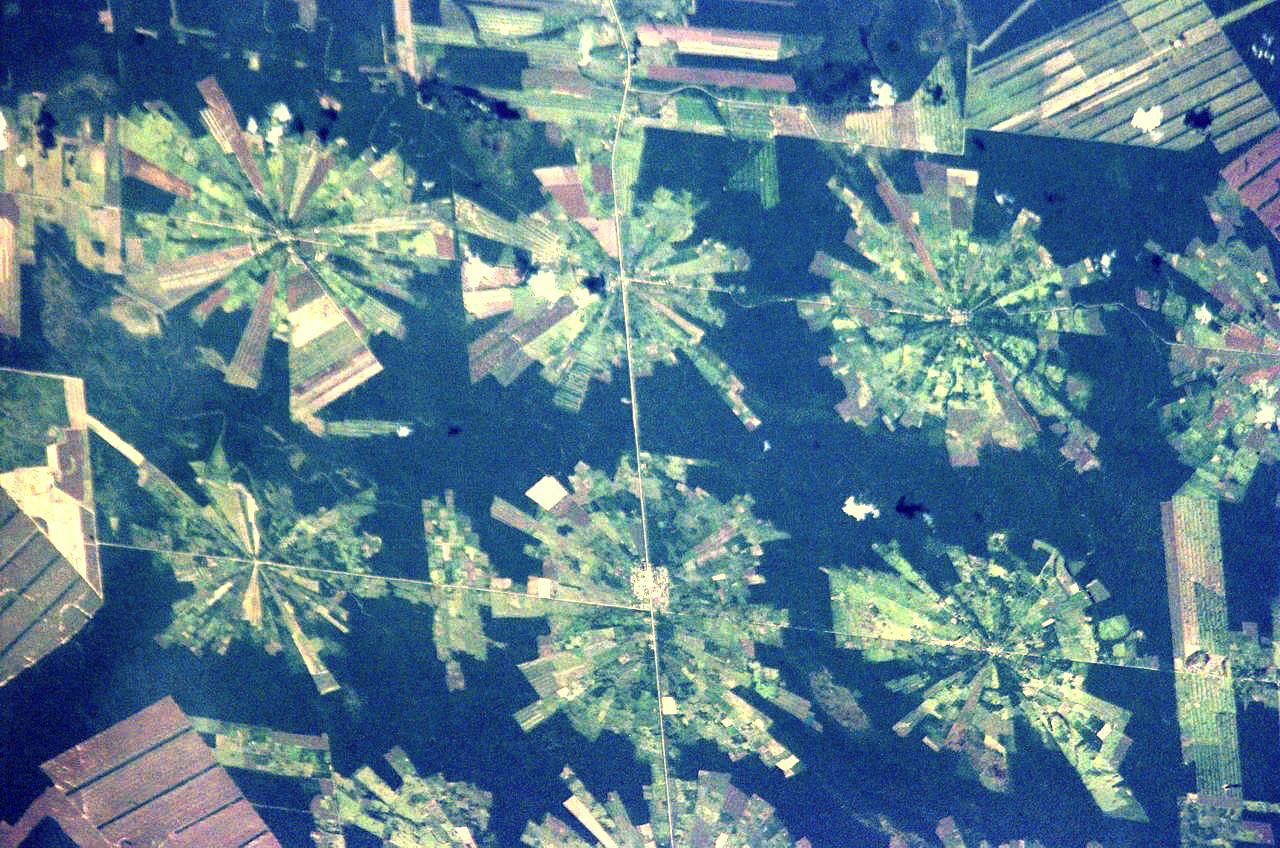
Спутниковая фотография исчезновения лесов в Боливии. Изначально на территорий был сухой тропический лес, но сейчас земля очищается для возделывания сои.

Очаги биоразнообразия — это, в основном, тропические регионы, в которых наблюдаются высокие концентрации эндемических видов, и, когда все очаги объединены, они могут содержать более половины наземных видов в мире. Эти очаги страдают от потери среды обитания и разрушения. Большая часть естественной среды обитания на островах и в районах с высокой плотностью населения уже уничтожена (WRI, 2003). Острова, страдающие от экстремального разрушения среды обитания, включают Новую Зеландию, Мадагаскар, Филиппины и Японию. Южная и Восточная Азия — особенно Китай, Индия, Малайзия, Индонезия и Япония — и многие районы Западной Африки имеют чрезвычайно плотное население, которое оставляет мало места для естественной среды обитания. Морские районы вблизи густонаселенных прибрежных городов также сталкиваются с исчезновением их коралловых рифов или других морских сред обитания. Эти районы включают восточные побережья Азии и Африки, северные побережья Южной Америки, Карибское море и связанные с ним острова.
В регионах неустойчивого сельского хозяйства или нестабильных правительств, которые могут идти рука об руку, обычно наблюдается высокий уровень разрушения мест обитания. Центральная Америка, страны Африки к югу от Сахары и районы тропических лесов Амазонки в Южной Америке являются основными регионами с неустойчивой сельскохозяйственной практикой и / или неэффективным управлением со стороны правительства.
Районы с высоким сельскохозяйственным производством, как правило, имеют наибольшую степень разрушения среды обитания. В США менее 25 % местной растительности остается во многих частях Востока и Среднего Запада. Только 15 % площади земли остается неизменной в результате деятельности человека во всей Европе.

## Экосистемы

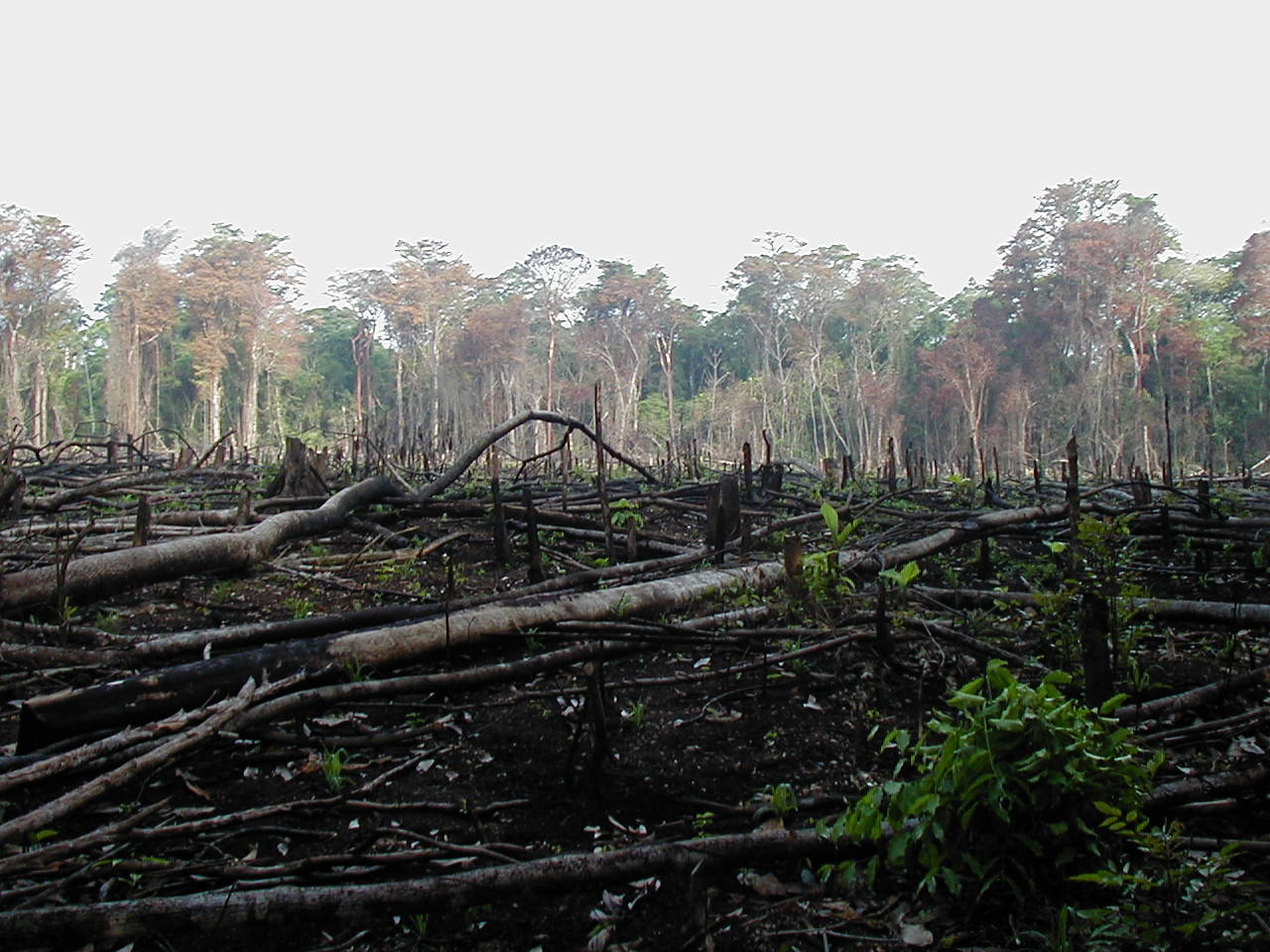
Джунгли сожжены для сельского хозяйства на юге Мексики

Тропические леса получили наибольшее внимание в отношении разрушения среды обитания. Из примерно 16 миллионов квадратных километров тропических мест обитания тропических лесов, которые изначально существовали во всем мире, сегодня остается менее 9 миллионов квадратных километров. В настоящее время темпы обезлесения составляют 160 000 квадратных километров в год, что соответствует потере примерно 1 % первоначальной лесной среды обитания в год.
Другие лесные экосистемы пострадали так же как тропические леса или более разрушительно. Сельское хозяйство и лесозаготовки серьезно повредили по меньшей мере 94 % умеренно-широколиственных лесов; много старовозрастных лесов стенды потеряли более 98 % своей предыдущей области из — за человеческой деятельности. Тропические лиственные сухие леса легче очищать и сжигать, и они больше подходят для сельского хозяйства и разведения крупного рогатого скота, чем тропические леса; следовательно, менее 0,1 % сухих лесов на тихоокеанском побережье Центральной Америки и менее 8 % на Мадагаскаре остаются от своих первоначальных размеров.

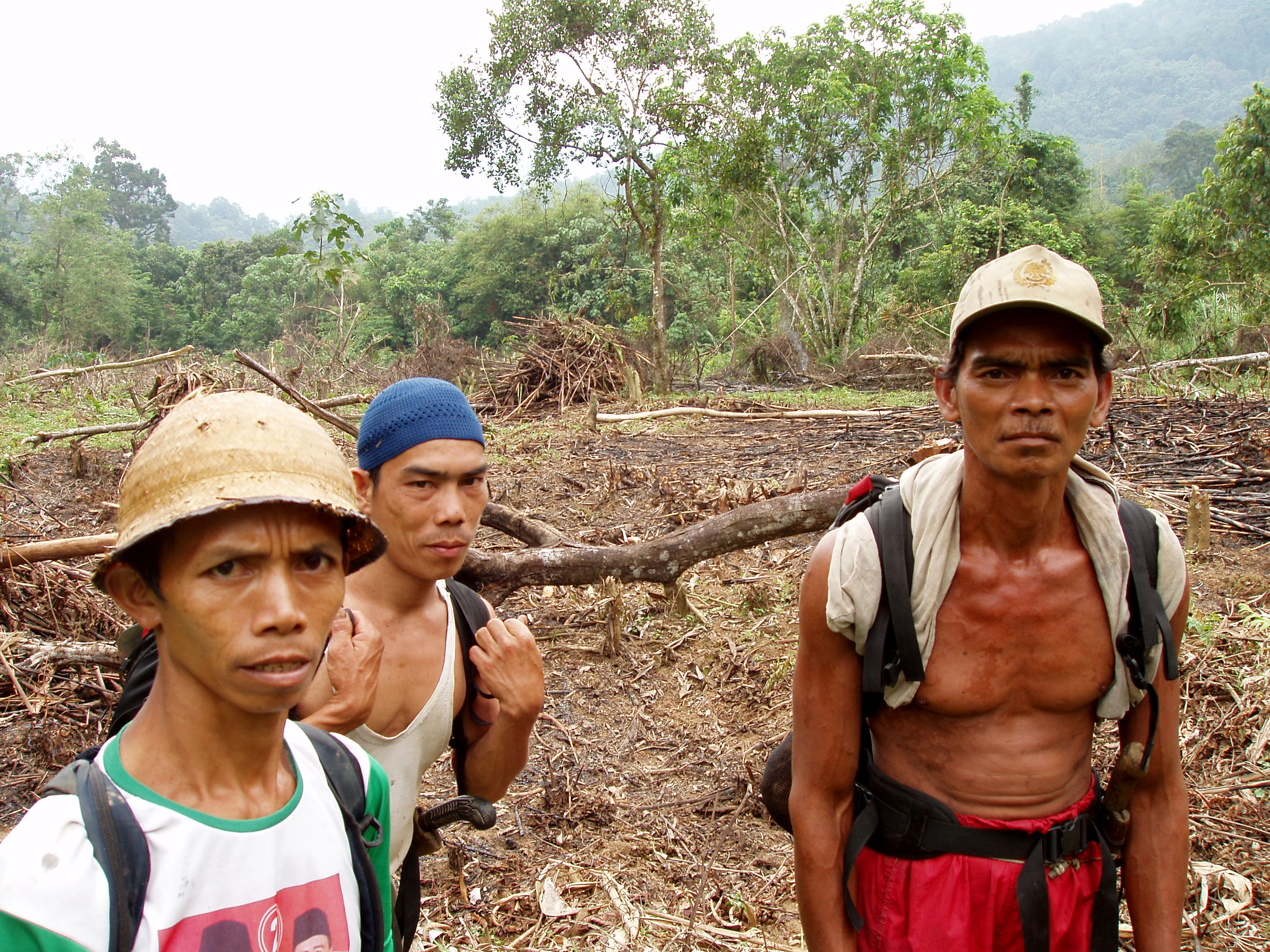
Фермеры возле недавно очищенной земли в Таманском населенном пункте Керинчи Себлат (Национальный парк Керинчи Себлат), Суматра

Равнины и пустынные районы деградировали в меньшей степени. Только 10-20 % засушливых земель в мире, которые включают умеренные пастбища, саванны и кустарники, кустарники и лиственные леса, были несколько изменены. Но в эти 10-20 % земель включены примерно 9 миллионов квадратных километров засушливых сезонных земель, которые люди превратили в пустыни в процессе опустынивания. С другой стороны, в высокогорных степях Северной Америки осталось менее 3 % естественной среды обитания, которая не была превращена в сельскохозяйственные угодья
Водно-болотные угодья и морские районы претерпели значительные разрушения среды обитания. Более 50 % водно-болотных угодий в США были уничтожены только за последние 200 лет. От 60 % до 70 % европейских водно-болотных угодий были полностью уничтожены. В Соединенном Королевстве наблюдается рост спроса на прибрежное жилье и туризм, что привело к сокращению морских сред обитания за последние 60 лет. Повышение уровня моря и температуры вызвало эрозию почвы, затопление прибрежных районов и потерю качества в морской экосистеме Великобритании. Около одной пятой (20 %) морских прибрежных районов были сильно изменены людьми. Одна пятая часть коралловых рифов также была уничтожена, а другая пятая часть серьезно пострадала от чрезмерного вылова рыбы, загрязнения и инвазивных видов ; Только 90 % коралловых рифов Филиппин были уничтожены. Наконец, более 35 % мангровых экосистем в мире были уничтожены.

## Естественные причины
Разрушение среды обитания в результате природных процессов, таких как извержения вулканов, пожар и изменение климата, хорошо документировано в ископаемых источниках. Одно исследование показывает, что фрагментация среды обитания тропических лесов на территориях Европы и Америки 300 миллионов лет назад привела к большой потере разнообразия земноводных, но в то же время более сухой климат вызвал взрыв разнообразия среди рептилий.

## Человеческие причины

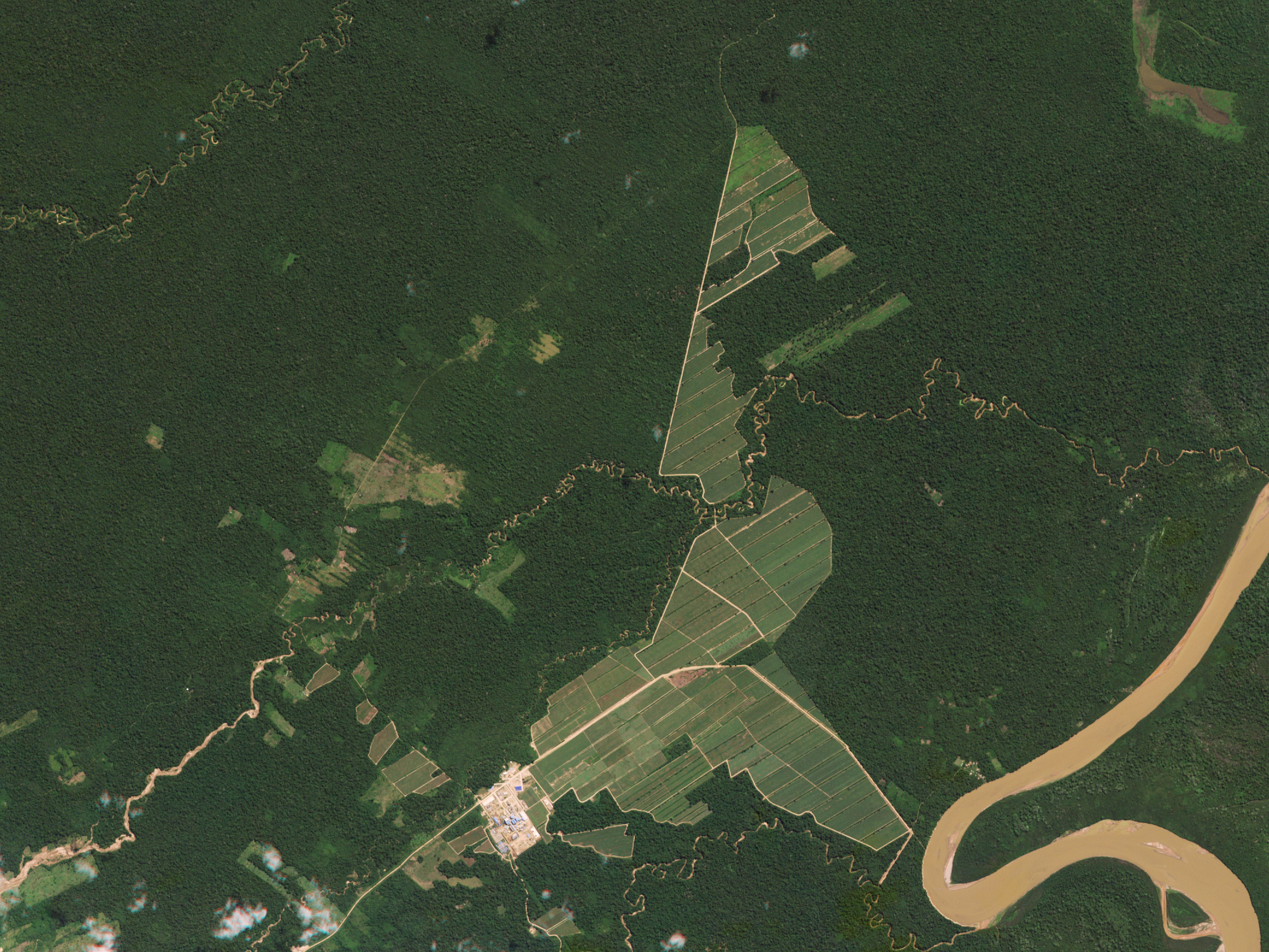
Вырубка лесов и дорог в Боливии

Разрушение среды обитания, вызванное людьми, включает в себя преобразование земель из лесов и т. д. впахотные земли, разрастание городов, развитие инфраструктуры и другие антропогенные изменения характеристик земли. Деградация, фрагментация и загрязнение среды обитания — это аспекты разрушения среды обитания, вызванные людьми, которые не обязательно связаны с разрушением среды обитания, но приводят к их разрушению. Опустынивание, обезлесение и уменьшение числа коралловых рифов являются особыми типами разрушения мест обитания в этих районах (пустыни, леса, коралловые рифы).
Гейст и Ламбин (2002) провели оценку 152 тематических исследований чистых потерь тропического лесного покрова для определения каких-либо закономерностей в отношении ближайших и основных причин обезлесения в тропиках. Их результаты, полученные в процентах от тематических исследований, в которых каждый параметр являлся значимым фактором, обеспечивают количественную приоритизацию, из которых ближайшие и основные причины были наиболее значительными. Непосредственные причины были сгруппированы в широкие категории расширения сельского хозяйства (96 %), расширения инфраструктуры (72 %) и добычи древесины (67 %). Поэтому, согласно этому исследованию, преобразование лесов в сельское хозяйство является основным изменением в землепользовании, ответственным за обезлесение в тропиках. Конкретные категории раскрывают дальнейшее понимание конкретных причин обезлесения в тропиках: расширение транспорта (64 %), коммерческая добыча древесины (52 %), постоянное выращивание (48 %), разведение крупного рогатого скота (46 %), смена (рубить и сжигать) выращивание (41 %), натуральное сельское хозяйство (40 %) и добыча топливной древесины для бытового использования (28 %). Одним из результатов этого является то, что смена культивирования не является основной причиной обезлесения во всех регионах мира, в то время как расширение транспорта (включая строительство новых дорог) является крупнейшим непосредственным фактором, ответственным за обезлесение.

### Глобальное потепление
Повышение температуры, вызванное парниковым эффектом, способствует разрушению среды обитания, подвергая опасности различные виды, такие как белый медведь. Таяние ледяных шапок способствует повышению уровня моря и наводнениям, которые угрожают естественным местам обитания и видам во всем мире.

## Движущие силы

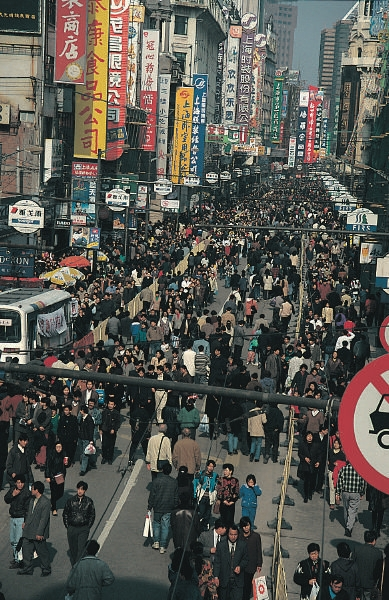
Нанкин-роуд в Шанхае

Хотя вышеупомянутые действия являются проксимальными или прямыми причинами разрушения среды обитания в том смысле, что они фактически разрушают среду обитания, это все ещё не определяет, почему люди разрушают среду обитания. Силы, которые заставляют людей разрушать среду обитания, известны как движущие силы разрушения среды обитания. Демографические, экономические, социально-политические, научно-технические и культурные факторы способствуют разрушению среды обитания.
Демографические факторы включают увеличение численности населения; темпы прироста населения с течением времени; пространственное распределение людей в данном районе (городское или сельское), тип экосистемы и страны; и совокупное влияние бедности, возраста, планирования семьи, пола и уровня образования людей в определённых областях. Большая часть экспоненциального роста численности населения во всем мире происходит в очагах биоразнообразия или вблизи них. Это может объяснить, почему плотность населения составляет 87,9 % различий в количестве угрожаемых видов в 114 странах, предоставляя неоспоримые доказательства того, что люди играют самую большую роль в сокращении биоразнообразия. Многократное возростание человеческой популяции и миграция людей в такие богатые видами регионы не только увеличивают необходимость сохранения очагов биоразнообразия, но и с большей вероятностью конфликтуют с местными человеческими интересами. Высокая плотность местного населения в таких районах напрямую связана с уровнем бедности местного населения, большинству которого не хватает образования.
Из исследования Гейста и Ламбина (2002), описанного в предыдущем разделе, основные движущие силы были определены следующим образом (с процентом из 152 случаев, в которых фактор играл существенную роль): экономические факторы (81 %), институциональные или политические факторы (78 %), технологические факторы (70 %), культурные или социально-политические факторы (66 %) и демографические факторы (61 %). Основными экономическими факторами были коммерциализация и рост рынков древесины (68 %), которые обусловлены национальным и международным спросом; рост промышленного производства в городах (38 %); низкие внутренние затраты на землю, рабочую силу, топливо и древесину (32 %); и рост цен на продукцию в основном на товарные культуры (25 %). Институциональные и политические факторы включали официальную политику вырубки лесов в области освоения земель (40 %), экономического роста, включая колонизацию и улучшение инфраструктуры (34 %), а также субсидии на деятельность на суше (26 %); имущественные права и отсутствие прав собственности на землю (44 %); и провалы политики, такие как коррупция, беззаконие или неумелое руководство (42 %). Основным технологическим фактором было слабое применение технологий в деревообрабатывающей промышленности (45 %), что приводит к расточительным лесозаготовкам. В широкую категорию культурных и социально-политических факторов входят общественное отношение и ценности (63 %), поведение отдельных лиц / домохозяйств (53 %), общественность, не заботящаяся о лесной среде (43 %), пропущенные базовые ценности (36 %) и люди, не заботящиеся (32 %). Демографическими факторами были миграция колонизированных поселенцев в малонаселенные лесные районы (38 %) и рост плотности населения — результат первого фактора — в этих районах (25 %).
Существуют также обратные связи и взаимодействия между ближайшими и основными причинами обезлесения, которые могут усилить процесс. Строительство дорог имеет наибольший эффект обратной связи, потому что оно взаимодействует с новыми поселениями и приводит к увеличению количества людей, что приводит к росту рынков древесины (лесозаготовок) и продовольствия. Рост на этих рынках, в свою очередь, способствует коммерциализации сельского хозяйства и лесозаготовительной промышленности. Когда эти отрасли становятся коммерциализированными, они должны стать более эффективными, используя более крупные или более современные машины, которые часто оказывают худшее влияние на среду обитания, чем традиционные методы ведения сельского хозяйства и лесозаготовок. В любом случае, больше земли очищается быстрее для коммерческих рынков. Этот общий пример обратной связи показывает, насколько тесно связаны непосредственные и основные причины друг с другом.

## Влияние на население

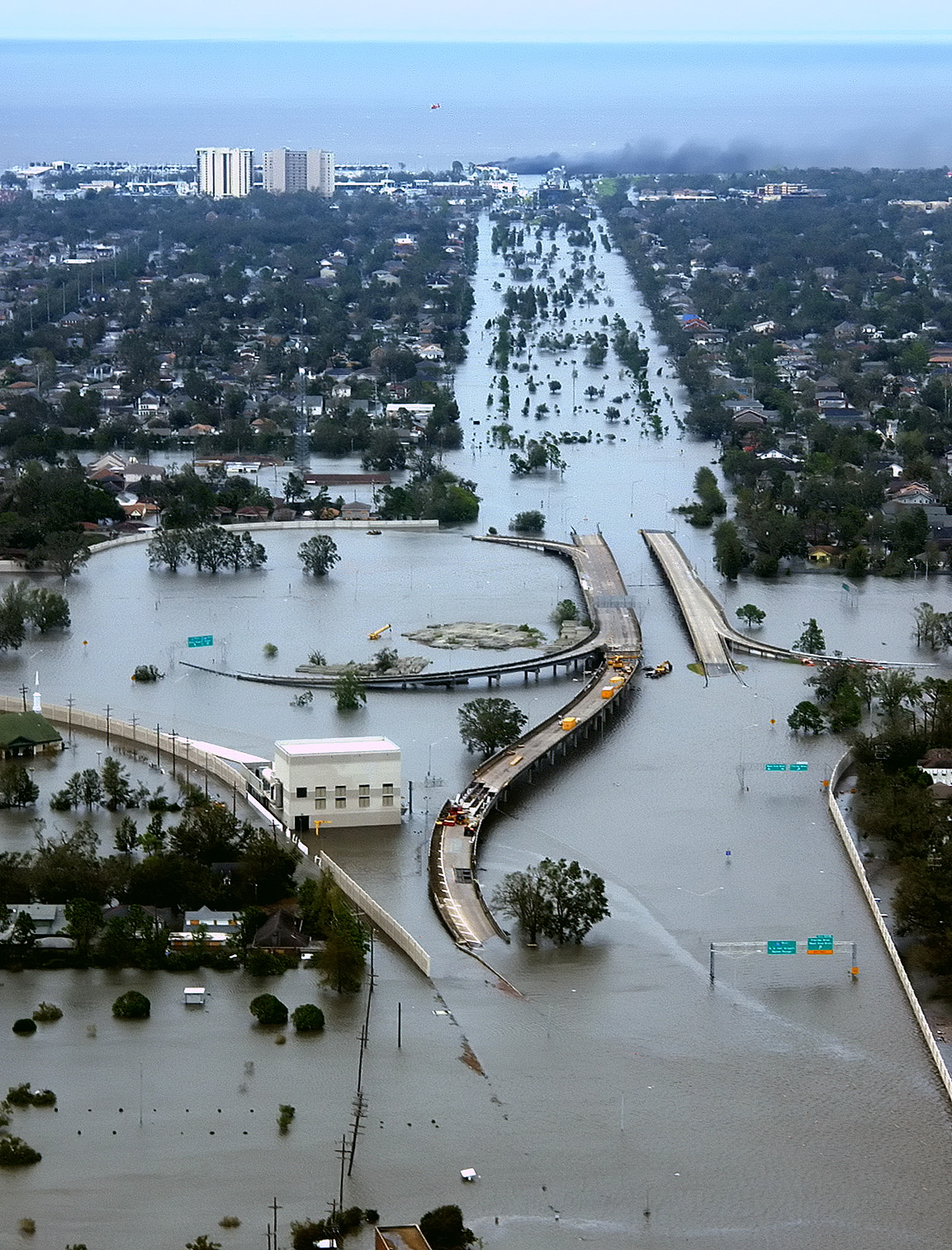
Осушение и развитие прибрежных водно-болотных угодий, которые ранее защищали побережье Мексиканского залива, способствовали сильным наводнениям в Новом Орлеане, Луизиана, после урагана Катрина.

Разрушение среды обитания значительно повышает уязвимость района к стихийным бедствиям, таким как наводнения и засухи, неурожай, распространение болезней и загрязнение воды. С другой стороны, здоровая экосистема с хорошими практиками управления снизит вероятность возникновения таких событий или, по крайней мере, уменьшит негативные последствия.
Сельскохозяйственные угодья могут фактически пострадать от разрушения окружающего ландшафта. За последние 50 лет разрушение среды обитания, окружающей сельскохозяйственные земли, привело к деградации примерно 40 % сельскохозяйственных угодий во всем мире в результате эрозии, засоления, уплотнения, истощения питательных веществ, загрязнения и урбанизации. Люди также теряют прямое использование естественной среды обитания, когда среда обитания разрушается. Эстетическое использование, такое как наблюдение за птицами, рекреационное использование, такое как охота и рыбалка, и экотуризм, как правило, основаны на практически нетронутой среде обитания. Многие люди ценят сложность мира природы и обеспокоены потерей естественной среды обитания и видов животных или растений во всем мире.
Вероятно, самое глубокое влияние, которое разрушение среды обитания оказывает на людей, — это потеря многих ценных экосистемных услуг . Разрушение среды обитания изменило круговорот азота, фосфора, серы и углерода, что увеличило частоту и серьезность кислотных дождей, цветения водорослей и гибели рыб в реках и океанах и внесло огромный вклад в глобальное изменение климата. Одним из экосистемных услуг, значение которого становится более понятным, является регулирование климата . В местном масштабе деревья обеспечивают ветры и тень; в региональном масштабе транспирация растений рециркулирует дождевую воду и поддерживает постоянные ежегодные осадки; В глобальном масштабе растения (особенно деревья из тропических лесов) со всего мира противодействуют накоплению парниковых газов в атмосфере, улавливая углекислый газ посредством фотосинтеза. Другие экосистемные услуги, которые уменьшаются или теряются в результате разрушения среды обитания, включают управление водосборными бассейнами, фиксацию азота, производство кислорода, опыление (см. Снижение опылителей), обработка отходов (то есть разрушение и иммобилизация токсичных загрязнителей) и рециркуляция питательных веществ из сточных вод или сельскохозяйственных стоков.
Потеря деревьев только из тропических тропических лесов представляет собой значительное снижение способности Земли производить кислород и использовать углекислый газ. Эти услуги становятся ещё более важными, поскольку повышение уровня углекислого газа является одним из основных факторов, способствующих глобальному изменению климата .
Потеря биоразнообразия может не оказывать прямого воздействия на человека, но косвенные последствия потери многих видов, а также разнообразия экосистем в целом огромны. Когда биоразнообразие теряется, среда теряет много видов, которые выполняют ценную и уникальную роль в экосистеме. Окружающая среда и все её жители полагаются на биоразнообразие для восстановления после экстремальных условий окружающей среды. Когда теряется слишком много биоразнообразия, катастрофическое событие, такое как землетрясение, наводнение или извержение вулкана, может привести к краху экосистемы, и люди, очевидно, пострадают от этого. Потеря биоразнообразия также означает, что люди теряют животных, которые могли бы служить биологическими средствами контроля, и растения, которые потенциально могли бы обеспечить более урожайные сорта сельскохозяйственных культур, фармацевтические препараты для лечения существующих или будущих болезней или рака, а также новые устойчивые сорта сельскохозяйственных культур для восприимчивых сельскохозяйственных видов. устойчивым к пестицидам насекомым или вирулентным штаммам грибов, вирусов и бактерий.
Негативные последствия разрушения среды обитания обычно оказывают более непосредственное воздействие на сельское население, чем на городское. Во всем мире бедные люди страдают больше всего, когда разрушается естественная среда обитания, потому что меньше естественной среды обитания означает меньше природных ресурсов на душу населения, однако более состоятельные люди и страны просто вынуждены платить больше, чтобы продолжать получать больше, чем их доля природных ресурсов на душу населения.
Ещё один способ посмотреть на негативные последствия разрушения среды обитания — посмотреть на альтернативную стоимость разрушения данной среды обитания. Другими словами, что теряют люди, отбирая определённую среду обитания? Страна может увеличить свои запасы продовольствия путем преобразования лесных угодий в междурядное сельское хозяйство, но ценность той же земли может быть намного выше, если она может поставлять природные ресурсы или услуги, такие как чистая вода, древесина, экотуризм или регулирование паводков и контроль засухи.

## Прогнозирование
Быстрое расширение населения Земли значительно увеличивает потребность в продовольствии в мире. Простая логика подсказывает, что большему количеству людей потребуется больше еды. Фактически, поскольку население мира резко увеличивается, сельскохозяйственное производство должно будет увеличиться как минимум на 50 % в течение следующих 30 лет. В прошлом постоянный переезд на новые земли и почвы обеспечивал рост производства продуктов питания для удовлетворения мирового спроса на продукты питания. Эта возможность больше недоступна, так как более 98 % всех земель, пригодных для сельского хозяйства, уже используются или ухудшились без возможности восстановления.
Грядущий глобальный продовольственный кризис станет основным источником разрушения среды обитания. Коммерческие фермеры будут отчаянно пытаться производить больше продовольствия из того же количества земли, поэтому они будут использовать больше удобрений и будут меньше заботиться об окружающей среде для удовлетворения рыночного спроса. Другие будут искать новую землю или переустроят другие виды землепользования в сельское хозяйство. Интенсификация сельского хозяйства станет широко распространенной ценой окружающей среды и её жителей. Виды будут вытеснены из среды обитания либо непосредственно в результате разрушения среды обитания, либо косвенно в результате фрагментации, деградации или загрязнения . Любые усилия по защите оставшейся в мире естественной среды обитания и биоразнообразия будут напрямую конкурировать с растущим спросом людей на природные ресурсы, особенно на новые сельскохозяйственные земли.

## Решения

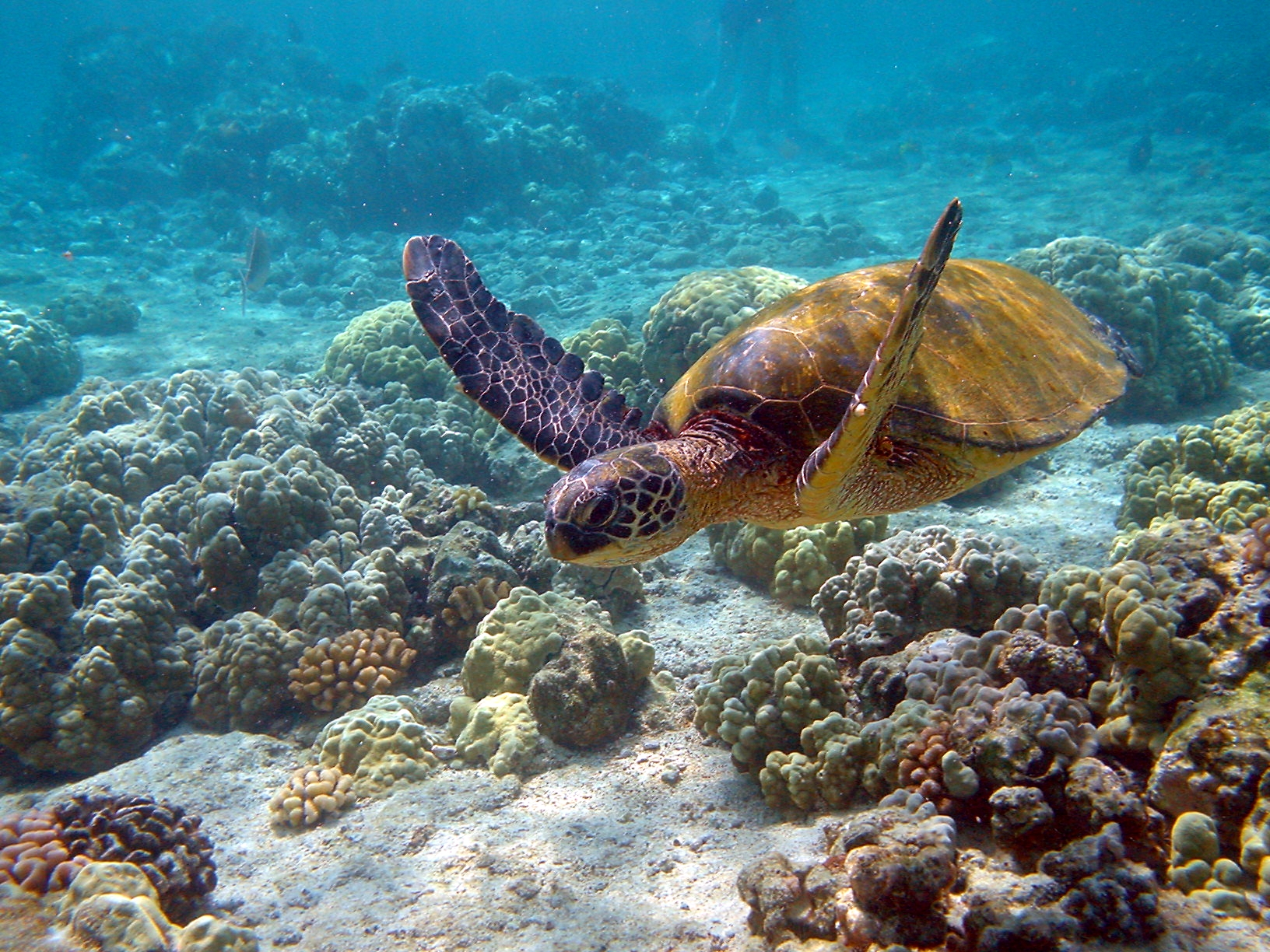
Chelonia mydas на гавайском коралловом рифе. Хотя находящиеся под угрозой исчезновения виды защищены, потеря среды обитания в результате человеческого развития является основной причиной потери пляжей, где гнездятся зеленые черепахи.

В большинстве случаев обезлесения в тропиках три-четыре основных причины являются причиной двух-трех ближайших причин. Это означает, что универсальная политика по борьбе с обезлесением в тропиках не сможет устранить уникальную комбинацию непосредственных и основных причин обезлесения в каждой стране. Прежде чем любая местная, национальная или международная политика обезлесения будет написана и проведена в жизнь, правительственные лидеры должны получить подробное понимание сложной комбинации непосредственных причин и основных движущих сил обезлесения в данном районе или стране. Эта концепция, наряду со многими другими результатами обезлесения в тропиках из исследования Гейста и Ламбина, может быть легко применена к разрушению среды обитания в целом. Правительственные лидеры должны принять меры, обращаясь к основным движущим силам, а не просто регулируя непосредственные причины. В более широком смысле правительственные органы на местном, национальном и международном уровнях должны подчеркнуть следующее:
1. Учёт многих незаменимых экосистемных услуг, предоставляемых естественной средой обитания.
2. Защита оставшихся нетронутыми участков естественной среды обитания.
3. Просвещение общественности о важности естественной среды обитания и биоразнообразия.
4. Разработка программ планирования семьи в районах быстрого роста населения.
5. Поиск экологических способов увеличения сельскохозяйственного производства без увеличения общей земли под производство.
6. Сохранение коридоров среды обитания, чтобы минимизировать предшествующий ущерб от фрагментированных сред обитания.
7. Сокращение численности населения. Помимо улучшения доступа к контрацепции во всем мире, содействие гендерному равенству также имеет большую выгоду. Когда женщины имеют одинаковое образование (способность принимать решения), это обычно приводит к меньшим семьям.